# Protestkundgebung von Castelfeder
In der Protestkundgebung von Castelfeder vom 30. Mai 1946 forderten die Bürger des Südtiroler Unterlands, die Südgrenze der Provinz Bozen an die Salurner Klause zu verlegen. Der Großteil der Talschaft war während des faschistischen Regimes nicht der mehrheitlich deutschsprachigen Provinz Bozen (Südtirol), sondern der italienischsprachigen Provinz Trient (Trentino) zugeteilt worden.

## Vorgeschichte
Nach dem Ende des Ersten Weltkrieges und dem am 10. September 1919 unterzeichneten Friedensvertrag von Saint-Germain wurden die Gebiete Tirols südlich des Alpenhauptkamms am 10. Oktober 1920 an Italien angegliedert.
Im Jahre 1921 wurden diese ehemals österreichischen Gebiete zur Einheitsprovinz „Venezia Tridentina“ zusammengeschlossen. Mit Gesetzesdekret vom 2. Jänner 1927 wurde das Gebiet in die mehrheitlich deutschsprachige Provinz Bozen und die italienischsprachige Provinz Trient geteilt. Die Provinzgrenze wurde aber nicht bei der Sprachgrenze an der Salurner Klause gezogen, sondern weiter nördlich zwischen Leifers und Branzoll, wodurch der Großteil des mehrheitlich deutschsprachigen Unterlands der Provinz Trient zugeschlagen wurde. Damit wurden der Assimilierungsdruck auf das Unterland verstärkt, die Italianisierung mit großem finanziellen Aufwand und gezielter Einwanderung italienischer Familien gefördert.
Nach dem Waffenstillstand von Cassibile vom 3. September 1943 im Zweiten Weltkrieg okkupierte die NS-Verwaltung am 8. September 1943 die Gebiete südlich des Brenners und richtete in ihnen die Operationszone Alpenvorland ein, die neben Südtirol auch die Provinzen Trient und Belluno umfasste. Schon am 10. September wurden der Gerichtsbezirk Neumarkt sowie die Gemeinden Truden, die Fraktion Altrei und die vier Gemeinden des Deutschnonsberg wieder an Bozen angegliedert.
Als Italien nach dem Ende des Krieges im Mai 1945 die Verwaltung in Südtirol übernahm, wurde die alte Provinzgrenze von 1927 wieder hergestellt, was den Großteil des Unterlands erneut der Provinz Trient zuschlug.

## Protestkundgebung
In Südtirol wurde am 8. Mai 1945 die Südtiroler Volkspartei (SVP) gegründet, die sich rasch für die Selbstbestimmung einzusetzen begann. Es wurden im ganzen Land verschiedene Kundgebungen organisiert und Unterschriften gesammelt. Im Unterland wurden aber solche Veranstaltungen vom Präfekten von Trient verboten.
Erst am 30. Mai 1946 konnte nach wiederholten Ansuchen auf dem Porphyrhügel Castelfeder bei Montan eine Protestkundgebung abgehalten werden. Diese wurde vom SVP-Bezirk organisiert, und der Zulauf von Unterlandlern war trotz des strömenden Regens sehr groß. Alle Altersgruppen und Schichten wurden mobilisiert und waren dabei zahlreich vertreten. Bedeutende Vertreter der Unterlandler Gesellschaft ergriffen bei der Kundgebung das Wort und forderten lautstark die Rückgliederung des Unterlandes.
Am 28. November 1947 fand in Neumarkt eine weitere Kundgebung unter dem Motto „Salurn und Neumarkt gehören unteilbar zum Unterland und das Unterland gehört unteilbar zu Südtirol“ gegen die von der Regierung geplante Auseinanderreißung des Bezirkes statt.

## Folgen
Das Unterland kam im Zuge der Inkrafttretens des Ersten Autonomiestatutes im Jahre 1948 zur Provinz Bozen.